# Uthman ibn Abi-Bakr
Uthman ibn Abi-Bakr ibn Abd-al-Aziz (àrab: عثمان بن أبي بكر بن عبد العزيز, ʿUṯmān b. Abī Bakr b. ʿAbd al-Azīz) fou rei de Balànsiya (1085).
Fill d'Abu-Bakr ibn Abd-al-Aziz. A la mort de son pare, en maig de 1085, el succeeix, però només va romandre al tron durant nou mesos, ja que Yahya al-Qàdir, desposseït de la ciutat de Toledo per Alfons VI de Lleó (maig de 1085), es presentà en València amb tropes cristianes comandades per Álvar Fáñez el febrer de 1086 i el destronà.